# سسک بیشه سوندا
سسک بیشه سوندا (نام علمی: Cettia vulcania) نام یک گونه از سرده سسک‌های بیشه نمادین است.